# Picot blanc-i-negre
El picot blanc-i-negre (Meiglyptes jugularis) és una espècie d'ocell de la família dels pícids (Picidae) que habita la selva humida, vegetació secundària i boscos de bambú de les terres baixes fins als 1000 m, a l'oest, sud i est de Myanmar, Tailàndia i Indoxina.